# (3247) Di Martino
(3247) Di Martino es un asteroide perteneciente al cinturón de asteroides, descubierto el 30 de diciembre de 1981 por Edward Bowell desde la Estación Anderson Mesa (condado de Coconino, cerca de Flagstaff, Arizona, Estados Unidos).

## Designación y nombre
Designado provisionalmente como 1981 YE. Fue nombrado Di Martino en honor al astrónomo italiano Mario Di Martino.